# Ernest Airlines
Ernest Airlines — колишня італійська авіакомпанія, зі штаб-квартирою в Мілані. Авіакомпанія була лоу-кост перевізником та обслуговувала італійський, іспанський, албанський, український та румунський ринки. Основні рейси здійснювалися між Італією та Албанією, Україною, Румунією та Іспанією. Зазначається, що авіакомпанія завершила своє існування в 2020 через пандемію коровавірусної хвороби 19 та видурила у своїх клієнтів гроші, видаючи не існуючі послуги авіаперевезень. Сума, яку компанія видурила, оцінюється в 1.000.000 євро..

## Історія
Авіакомпанію Ernest S.p.A. засновано 16 жовтня 2015 року. У квітні 2017 року вона отримала сертифікат авіаперевізника (AOC) і ліцензію на експлуатацію, та стала повноцінним італійським авіаперевізником. Польотами Ernest Airlines управляла компанія Mistral Air, яка входить до групи Poste Italiane, до того моменту, коли став повноцінним авіаперевізником.
В грудні 2019 року Управління цивільної авіації Італії тимчасово призупинило ліцензію перевізника з 13 січня 2020.

### В Україні
З грудня 2017 року Ernest почала виконувати рейси з Києва та Львова за такими напрямками:
- Неаполь — Львів, починаючи з грудня, кожної п'ятниці та неділі;
- Венеція — Львів, починаючи з грудня, кожної п'ятниці та неділі;
- Мілан Бергамо — Київ, починаючи з грудня, кожного понеділка та суботи;
- Неаполь — Київ, починаючи з грудня, кожного понеділка та суботи.

Цільовою аудиторією Ernest'у є трудові мігранти. Поки що авіакомпанія відкидає можливість початку польотів з інших українських аеропортів, проте готова буде її розглянути згодом, коли інфраструктура цікавих для них аеропортів буде відповідати сучасним вимогам.
Станом на липень 2018 року рейси здійснюються з Києва до Мілана Баргамо, Больньї та Неаполя та зі Львова до Мілана Бергамо, Неаполя, Венеції, Мілана Мальпенси та Риму Ф'юмічіно. Ernest Airlines є на третьому місці за кількістю рейсів, що виконують за тиждень в аеропорту Львів (після МАУ та Wizzair) станом на липень 2018. В жовтні планується старт польотів з Києва до Мілана Мальпенса та Риму Ф'юмічіно.
На прес-конференції у Львові керівництво авіакомпанії заявило про інтерес в освоєнні нових неіталійських напрямків зі Львова.
15 серпня на прес-конференції голова харківської ОДА і президента компанії Ernest було оголошено про старт польотів з Харкова до Риму і Мілану в березні 2019 року, а вже 19 жовтня було оголошено про старт польотів 21 березня 2019 року за цими двома маршрутами з частотою виконання рейсів три рази в тиждень.
9 квітня 2019 року розпочався продаж квитків на рейси за маршрутом Рим-Одеса. Початок польотів запланований на 18 квітня 2019 року.
В грудні 2019 компанія призупинила рейси Київ — Генуя, Харків — Рим і Харків — Мілан на зимовий сезон через нерентабельність.
11 січня 2020 року компанія тимчасово призупинила роботу через припинення дії ліцензії організацією Italian Civil Aviation Authority.

## Напрямки
Ernest здійснює рейси за напрямками між Італією та Албанією, Україною, Румунією та Іспанією:

## Флот
Станом на лютий 2018 року авіакомпанія Ernest обслуговує рейси наступними літаками. 2018 року компанія планувала додати до парку два літаки A320.
| Літак           | В обслуговуванні | Замовлення | Кількість пасажирів | Примітки                   |
| --------------- | ---------------- | ---------- | ------------------- | -------------------------- |
| Airbus A319-100 | 1                | —          | 141                 |                            |
| Airbus A320-200 | 3                | 5          | 180                 |                            |
| Boeing 737—400  | 2                |            | 170                 | В мокрому лізингу AlbaStar |
| Всього          | 6                | 5          |                     |                            |